# Seleção Sueca de Futebol Sub-21
A Seleção Sueca de Futebol Sub-21 - em sueco Sveriges U21-herrlandslag - é uma seleção masculina de jogadores de futebol com a idade máxima de 21 anos (no início de uma competição).

## Desempenho em Campeonatos da UEFA sub-21
- 1978: Não qualificada.
- 1980: Não qualificada.
- 1982:  Não qualificada.
- 1984: Não qualificada.
- 1986: Quartos de final
- 1988: Não qualificada.
- 1990:  TERCEIRO LUGAR
- 1992: SEGUNDO LUGAR
- 1994: Não qualificada.
- 1996: Não qualificada.
- 1998: Quartos de final
- 2000: Não qualificada.
- 2002:  Não qualificada.
- 2004: QUARTO LUGAR
- 2006: Não qualificada.
- 2007: Não qualificada.
- 2009:  TERCEIRO LUGAR
- 2011: Não qualificada.
- 2013: Não qualificada.
- 2015:  PRIMEIRO LUGAR

## Desempenho em 2015
Em 2015, a seleção sueca de futebol sub-21 participou nos seguintes jogos:
| Rússia    | Rússia    | 0 - 4 | Suécia     | Suécia     |
| Sérvia    | Sérvia    | 0 - 1 | Suécia     | Suécia     |
| Rússia    | Rússia    | 0 - 2 | Suécia     | Suécia     |
| Noruega   | Noruega   | 0 - 6 | Suécia     | Suécia     |
| Dinamarca | Dinamarca | 2 - 2 | Suécia     | Suécia     |
| Finlândia | Finlândia | 0 - 0 | Suécia     | Suécia     |
| Suécia    | Suécia    | 4 - 1 | Albânia    | Albânia    |
| Itália    | Itália    | 1 - 2 | Suécia     | Suécia     |
| Suécia    | Suécia    | 0 - 1 | Inglaterra | Inglaterra |
| Portugal  | Portugal  | 1 - 1 | Suécia     | Suécia     |
| Suécia    | Suécia    | 4 - 1 | Dinamarca  | Dinamarca  |
| Suécia    | Suécia    | 4 - 3 | Portugal   | Portugal   |

## Elenco atual - Convocações recentes
Jogadores recentemente convocados pela Federação Sueca de Futebol:
| Jogador             | Posto          | Clube                    |
| ------------------- | -------------- | ------------------------ |
| Patrik Carlgren     | Guarda-Redes   | AIK                      |
| Andreas Linde       | Guarda-Redes   | Helsingborgs IF          |
| Jacob Rinne         | Guarda-Redes   | Örebro SK                |
| Ludwig Augustinsson | Defesa         | IFK Göteborg             |
| Victor Lindelöf     | Defesa         | Benfica                  |
| Filip Helander      | Defesa         | Malmö FF                 |
| Joseph Baffo        | Defesa         | Halmstads BK             |
| Oscar Lewicki       | Defesa         | BK Häcken                |
| Pa Konate           | Defesa         | Malmö FF                 |
| Sebastian Holmén    | Defesa         | IF Elfsborg              |
| Alexander Milosevic | Defesa         | Besiktas JK              |
| Kristoffer Olsson   | Médio          | Midtjylland              |
| Simon Tibbling      | Médio          | FC Groningen             |
| Abdulrahman Khalili | Médio          | Helsingborgs IF          |
| Simon Gustafson     | Médio          | BK Häcken                |
| Arber Zeneli        | Médio          | IF Elfsborg              |
| Oscar Hiljemark     | Médio          | PSV Eindhoven            |
| Robin Quaison       | Médio          | US Palermo               |
| Branimir Hrgota     | Ponta de Lança | Borussia Mönchengladbach |
| John Guidetti       | Ponta de Lança | Manchester City FC       |
| Sam Larsson         | Ponta de Lança | SC Heerenveen            |
| Isaac Thelin        | Ponta de Lança | Malmö FF                 |
| Mikael Ishak        | Ponta de Lança | Randers                  |

## Elenco atual - Marcadores dos últimos jogos
| Jogador             | Golos | Marcados contra                  |
| ------------------- | ----- | -------------------------------- |
| Isaac Thelin        | 4     | Itália, França, França, Portugal |
| John Guidetti       | 3     | Itália, Dinamarca, Portugal      |
| Simon Tibbling      | 2     | Portugal, Dinamarca              |
| Oscar Lewicki       | 2     | França, França                   |
| Robin Quaison       | 1     | Dinamarca                        |
| Oscar Hiljemark     | 1     | Dinamarca                        |
| Ludwig Augustinsson | 1     | Portugal                         |
| Victor Lindelöf     | 1     | Portugal                         |

- FONTE: Göteborgs-Posten: Sveriges nästa uppgift: Portugal [7], Göteborgs-Posten: Guidetti bad om hjälp [8]